# Die eine singt, die andere nicht
Die eine singt, die andere nicht (französisch L’une chante, l’autre pas) ist ein Film von Agnès Varda, der im Jahr 1977 veröffentlicht wurde.

## Handlung
Im Jahre 1962 lernt Pauline die ältere Suzanne kennen, die mit dem Photographen Jerôme verheiratet ist. Sie wollen sich ein weiteres Kind nicht leisten und eine Abtreibung machen lassen. Pauline sammelt für Suzanne Geld, indem sie ihren Eltern einen Ausflug mit ihrem Chor vortäuscht.
Zehn Jahre später treffen sich Suzanne und Pauline wieder. Pauline hat ihrerseits ein Kind abtreiben lassen und fuhr dazu nach Amsterdam. Während einer Bootsfahrt dort in den Grachten hat sie Darius kennengelernt, einen iranischen Studenten, dem sie in Paris wieder begegnet. Sie reist mit ihm in den Iran, wo sie von ihm schwanger wird. Dort muss sie feststellen, dass Darius patriarchale Züge entwickelt und ihr das Leben im Iran zuwider ist. Kurz vor der Entbindung kehrt sie nach Frankreich zurück. Dort einigen sich Pauline und Darius darauf, dass er den Sohn behalten und mit ihm in den Iran zurückkehren darf, wenn er Pauline ein zweites Kind zeugt.
Suzanne hat in der Zwischenzeit einen Arzt kennengelernt, der aber verheiratet ist. Da sie keine Beziehung mit einem verheirateten Mann eingehen will, lässt sie vorerst von ihm ab. Bei der Geburt ihres zweiten Kindes versichert er ihr aber, dass er sich hat scheiden lassen.
Pauline tourt weiter mit ihrem feministischen Folk-Chor durch Frankreich. Es kommt zu einer grotesken Szene, als die anderen Chorsängerinnen über Abtreibung singen, Pauline aber schwanger ist und sagt, dass sie das Kind behalten möchte.
Im Epilog, der im Jahre 1976 spielt, sieht man Pauline mit ihren Kindern, die eine glücklichere Zukunft haben sollen.

## Hintergrund
- Ein weiterer französischer Film, La Dentellière von Claude Goretta, erschien 1977 mit der jungen französischen Schauspielerin Isabelle Huppert, die in dem Film ebenfalls den Vornamen Pomme hatte und mit dieser Rolle ihre Filmkarriere begann.

## Kritik
„Weniger eine analytisch stichhaltige Aufarbeitung als eine poetische Verdichtung, geprägt von Wärme und Sympathie für die Protagonisten, aber auch von einer gewissen Naivität.“